# Ceratophyus sulcicornis
Ceratophyus sulcicornis är en skalbaggsart som beskrevs av Leon Fairmaire 1887. Ceratophyus sulcicornis ingår i släktet Ceratophyus och familjen tordyvlar. Inga underarter finns listade i Catalogue of Life.